# Medal of Honor: Warfighter
Medal of Honor: Warfighter ist ein Ego-Shooter-Computerspiel, das von Danger Close entwickelt wurde und von Electronic Arts 2012 für Microsoft Windows, PlayStation 3 und Xbox 360 veröffentlicht wurde. Es ist der Nachfolger zu dem Reboot Medal of Honor von 2010 und der vierzehnte Teil der Computerspielreihe Medal of Honor.

## Handlung
Der Spieler schlüpft in die Rolle des Elitesoldaten Preacher. Nachdem ein Einsatz zur Sabotage einer illegalen Waffenlieferung an einer im Nahen Osten operierenden Terrorzelle im Hafen der pakistanischen Küstenstadt Karatschi eskaliert, versuchen die Soldaten die Hintermänner des Terror-Netzwerks aufzuspüren und verfolgen diese von Pakistan über die Philippinen, den Jemen und Sarajevo bis nach Dubai.

## Entwicklung
Warfighter verwendet für Einzel- und Mehrspieler die Frostbite 2 Spiel-Engine. Es bot einen kooperativen Mehrspielermodus. Am 16. Februar 2023 wurden die Mehrspieler-Server abgeschaltet.

## Rezeption
Tino Hahn von IGN Deutschland kritisierte, dass der Spieler keine Beziehung zu den Charakteren aufbauen könne. Das Spiel böte weder Realismus noch Authentizität. Es erreiche nicht die Konkurrenten aus dem Call of Duty oder Battlefield Franchise und sei recht vergessenswert. Stefan Weiß von PC Games machte dies vor allem an der wenig durchdachten Hintergrundgeschichte fest. Benjamin Braun von GamersGlobal störte sich an der schlechten KI der Computergegner. Benjamin Jakobs empfand die Kampagne als wenig innovativ aber spannend umgesetzt mit teils guten grafischen Momenten. Sandro Odak von Gamezone.de war enttäuscht von der amerikanischen Heldengeschichte, die plump und generisch erzählt werde. Die Kampagne setze ähnlich wie Konkurrenzprodukte sehr stark auf Skriptsequenzen. Die Frostbite-Engine böte technisch mehr als das gebotene. Gregor Assfalg von Gamereactor Deutschland bemängelte die zahlreichen Programmfehler. Das unausgereifte Deckungssystem sei dabei der größte Patzer. Peter Steinlechner von golem.de bemängelte, dass die Speicherpunkte weit auseinandergesetzt liegen. Andreas Philipp von Gameswelt hingegen gefiel das System mit den Teamkameraden. Im Vergleich zum Vorgänger sei es eine Steigerung. Petra Schmitz von GameStar bezeichnete die Umsetzung als lieblos. Zsolt Wilhelm bezeichnete Warfighter als Tiefpunkt der Serie. Der Spiegel kritisierte die Kooperation mit Waffenherstellern.
Electronic Arts gab an, dass sie nach positiv verlaufenen internen Tests die schlechten Wertungen in der internationalen Fachpresse nicht vorhergesehen hätten. Zudem gaben sie an, dass das Spiel hinter den Verkaufserwartungen lag und sich negativ auf die Quartalsergebnisse niederschlug. Später fiel EA aus dem NASDAQ-100 und Analysten prognostizierten das Ende der Computerspielreihe.